# Raja Biru
Raja Biru ("Den blå drottningen"), född 1566, död 1624, var regerande drottning av det muslimska sultanatet Pattani (nuvarande södra Thailand) mellan 1616 och 1624.  Hon efterträdde sin syster Raja Hijau och efterträddes av sin syster Raja Ungu.
Hon var dotter till Sultan Mansur Shah. Under hennes regeringstid kom Patani under hot av Thailand, och hon anlitade kinesiska experter för att tillverka kanoner för statens beskydd. Hon lyckades också annektera sultanatet Kelantan. Hon saknade tronarvinge och kallade därför på sin syster, som fick återvända till Patani från sitt äktenskap i utlandet för att efterträda henne. 